# Karen-Lise Mynster
Karen-Lise Mynster, född 7 maj 1952 i Ålborg, är en dansk skådespelare. Mynster fick sitt genombrott 1978 som Eliza i My Fair Lady på Det Danske Teater, men är troligen främst känd för sin roll som sekreteraren Ulla Jacobsen i den populära TV-serien Matador från samma år. Hon är mor till skådespelaren Rosalinde Mynster.

## Filmografi urval
- 1978-1982 - Matador (TV-serie)
- 1987 – Hipp hurra!
- 1988 – Rødtotterne og Tyrannos
- 1989 – Miraklet i Valby
- 1992 – Sofie
- 1992 – Kald mig Liva
- 1995 - Alletiders Nisse (danska julkalendern)
- 1999 – Kärlek vid första hick
- 2000 – Blinkande lyktor
- 2000 – Italienska för nybörjare
- 2002 – Små danska olyckor
- 2002 - Hotellet (TV-serie)
- 2003 – Nikolaj och Julie (TV-serie)
- 2004–2006 – Örnen (TV-serie)
- 2008–2009 – 2900 Happiness (TV-serie)
- 2014 - Tidsrejsen (danska julkalendern)
- 2016 – Lejonkvinnan
- 2020 – When the Dust Settles (TV-serie)
- 2025 – Other People's Money (TV-serie)